# Pavel Gubarev
Pavel Jur'evič Gubarev (in ucraino Павло Юрійович Губарєв?, Pavlo Jurijovyč Hubarjev; Sjevjerodonec'k, 10 febbraio 1983) è un politico e militare ucraino naturalizzato russo.
È stato capo di Stato della Repubblica Popolare di Doneck e fondatore della Milizia Popolare del Donbass. Gubarev ha pubblicamente minacciato di genocidio gli ucraini che non vogliono essere russificati. È stato designato come terrorista dal governo ucraino per le sue azioni. È un membro del Club dei Patrioti Combattenti di Igor' Girkin.